# Nati nel 920
| Questa pagina contiene informazioni ricavate automaticamente dalle voci biografiche con l'ausilio del template Bio e di un bot. L'aggiornamento è periodico e automatico e ricostruisce completamente la pagina. Se manca una persona in questa lista, sei pregato di non aggiungerla, ma accertati piuttosto che la sua voce biografica contenga il template Bio e che i dati anagrafici siano correttamente compilati. Se il template Bio manca, inseriscilo tu stesso o, in alternativa, metti l'avviso {{tmp\|Bio}} che ne segnala la mancanza. Se i dati riportati sono sbagliati, correggi direttamente la voce biografica; le modifiche saranno visibili in questa lista entro pochi giorni. Per chiarimenti vedi il progetto biografie. La lista contiene solo le 6 persone che sono citate nell'enciclopedia e per le quali è stato implementato correttamente il template Bio. Pagina aggiornata al 13 gen 2025. |

- 10 settembre - Luigi IV di Francia, re franco († 954)
- Atanasio l'Atonita, monaco cristiano bizantino († 1000)
- Bruno di Verden, vescovo tedesco († 976)
- Ugo di Vermandois, arcivescovo franco († 962)
- Zànníng, monaco buddista cinese († 1001)
- Ibn Jinnī, grammatico arabo († 1002)